# 裸翼鳥屬
裸翼鳥（意為無毛的翅膀）即裸翼恐鶴，是一種生活在中漸新世至晚更新世 阿根廷與烏拉圭的已滅絕鳥類。屬於恐鶴的一種。與其他恐鶴相比，裸翼鳥屬矮小而纖細，這個屬也包含了目前已知的最小恐鶴科成員：巴氏裸翼鳥(學名：P. bachmanni)其身高僅有70-80釐米 ，體重僅有約5千克（實際上本屬最大的成員也僅有8千克重）。 除了更重的體重與更短的翅膀外，這些鳥與現代的叫鶴較為相似。 裸翼鳥與現代叫鶴有著相似的爪子結構，鋒利，彎曲而窄，可能說明其爪子會參與到捕獵的過程中。 與大型恐鶴相比，Tonni和Tambussi認為裸翼鳥可能會用他們的爪子爬樹，甚至可能有飛行能力， 但最近的研究否認了這一觀點。 烏拉圭發現的化石指出裸翼鳥可能活到了96,040 ± 6,300年前。也就是說，在大型恐鶴滅絕的數百萬年後，這些裸翼鳥仍然活躍在地球上。

## 描述與分類
最近的系統學研究將裸翼鳥與原叫鶴，古裸翼鳥 一同分入了裸翼鳥亞科，同時將裸翼鳥屬劃分為四個物種。

### 巴氏裸翼鸟Psilopterus bachmanni
巴氏裸翼鸟 Psilopterus bachmanni (Moreno & Mercerat, 1891)，是仅有边疆裸翼鸟可以与其相比的，最小的恐鹤科成员。 此种(属)的正模标本为跗跖 MLP-168。其他被归于本物种的标本包括可能来自同一个体的其他腿骨， 和一具几乎完整的骨骼标本(PUM-15.904) 这一材料来自中中新世阿根廷圣克鲁斯省的圣克鲁斯组(Santa Cruz Formation)。尽管其骨骼的其他部分仍然存在差异，该物种最重要的区别特征是其低颅骨与上颌骨（这一特征与南恐鹤亚科相似） 和极度倾斜的眶前孔。
异名:
- Psilopterus bachmanni (Moreno & Mercerat, 1891)
- Patagornis bachmanni Moreno & Mercerat, 1891
- Psilopterus communis Moreno & Mercerat, 1891
- Psilopterus intermedius Moreno & Mercerat, 1891
- Phororhacos delicatus Amegino, 1891

Brodkorb 认为小裸翼鸟( Psilopterus minutus Amerghino, 1981)应当为一个独立的物种，  但其不完整的跗跖骨 让其无法与巴氏裸翼鸟区分。

### 雷氏裸翼鸟Psilopterus lemoinei

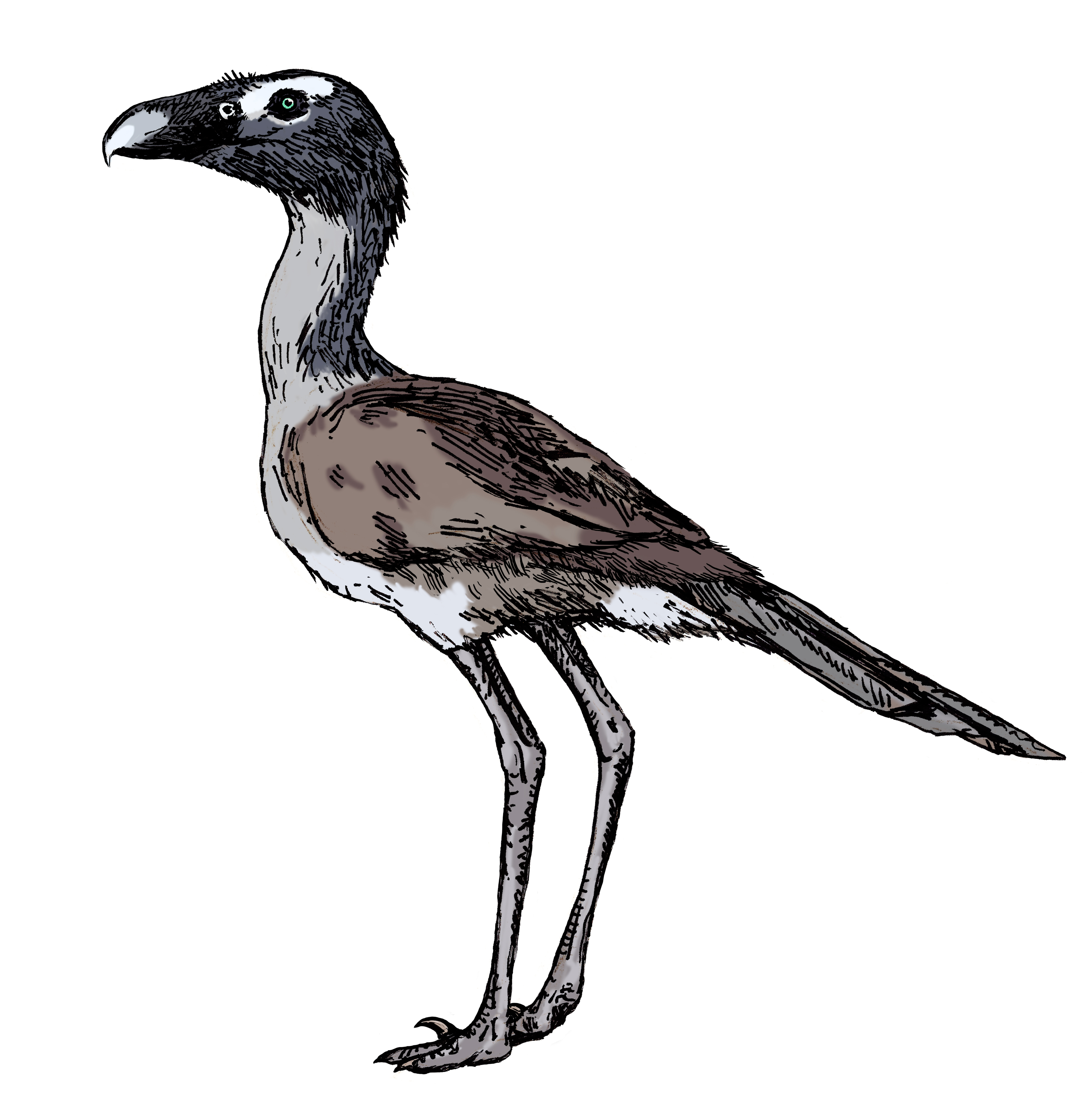
雷氏裸翼鸟复原图

雷氏裸翼鸟 Psilopterus lemoinei (Moreno & Mercerat, 1891) 与巴氏裸翼鸟同时代，且有着相似的生态位，雷氏裸翼鸟相比巴氏裸翼鸟略大，其体重可达8公斤。 其正模标本MLP-162为胫跗骨的远端，同样，很多其他标本也被划分进这一物种。 其标本在中中新世阿根廷圣克鲁斯省的 Monte León 和 Santa Cruz Formations多地发现。 其识别特征为较高的颅骨与上颌骨，还有不太倾斜的眶前孔。  Sinclair 和 Farr于1933年指出了骨骼其余部分的差异。 目前很多标本之间的差异被归因于年龄与性别，但目前被划进巴氏裸翼鸟与雷氏裸翼鸟的材料可能会在进一步研究之后重新分类。
异名:
- Patagornis lemoinei Moreno & Mercerat, 1891
- Psilopterus australis Moreno & Mercerat, 1891
- Pelecyornis tubulatus Ameghino, 1895 (synonym of Psilopterus australis)
- Phororhacos modicus Ameghino, 1895
- Staphylornis gallardoi Mercerat, 1897 (possible synonym of Psilopterus australis)
- Staphylornis erythacus Mercerat, 1897 (possible synonym of Psilopterus australis)
- Pelecyornis tenuirostris Sinclair & Farr, 1932 (synonym of Psilopterus australis)

### 边疆裸翼鸟Psilopterus affinus
边疆裸翼鸟 Psilopterus affinus (Ameghino, 1899)是最不为人所知的恐鹤，其标本仅包括一部分腿骨(MACN-A-52-184)这一标本指出边疆裸翼鸟的体型与巴氏裸翼鸟较为接近。边疆裸翼鸟是根据于1899年在丘比特省的晚中新世岩层中发现的若干碎片材料所描述的几个物种之一。  额外的标本可能有助于澄清四个明显不相关的物种的分类。 尽管体型相差极大，边疆裸翼鸟曾被分入曲带恐鹤属， 并通过腿骨上的凹槽与P. bachmanni 区分。 Bertelli et al. 将这一物种保留在曲带恐鹤属内。 Brodkorb于1967年将该物种分入安德鲁斯鸟属， 但这已不再被认为是正确的。

### 曲裸翼鸟Psilopterus colzecus
曲裸翼鸟 Psilopterus colzecus Tonni & Tambussi, 1988，是最近发现的裸翼鸟属成员，他有着接近雷氏裸翼鸟的体型，正模标本为MLP-76-VI-12-2。这些标本发现于晚中新世阿根廷布宜诺斯艾利斯省的Arroyo Chasicó 组。